# Švédsko na Letních olympijských hrách 1908
Švédsko na Letních olympijských hrách 1908 v Londýně reprezentovalo 168 sportovců, z toho 165 mužů a 3 ženy. Nejmladším účastníkem byl Erik Adlerz (15 let, 362 dní), nejstarší pak Oscar Swahn (60 let, 264 dní). Reprezentanti vybojovali 25 medailí, z toho 8 zlatých, 6 stříbrných a 11 bronzových.

## Medailisté
| Medaile | Jméno | Sport                | Disciplína                                         |
| ------- | --- | -------------------- | -------------------------------------------------- |
| Zlato   | Frithiof Mårtensson                                                                                         | Zápas                | muži řecko-římský ve střední váze                  |
| Zlato   | Družstvo mužů                                                                                               | Sportovní gymnastika |                                                    |
| Zlato   | Hjalmar Johansson                                                                                           | Skoky do vody        | muži věž 10 m                                      |
| Zlato   | Ulrich Salchow                                                                                              | Krasobruslení        | muži jednotlivci                                   |
| Zlato   | Oscar Swahn                                                                                                 | Sportovní střelba    | Muži střelba na běžící terč – závod jednotlivců    |
| Zlato   | Arvid Knöppel Ernst Rosell Alfred Swahn Oscar Swahn                                                         | Sportovní střelba    | Družstvo mužů střelba na běžící terč               |
| Zlato   | Eric Lemming                                                                                                | Atletika             | Muži hod oštěpem                                   |
| Zlato   | Eric Lemming                                                                                                | Atletika             | Muži hod oštěpem volný způsob                      |
| Stříbro | Mauritz Andersson                                                                                           | Zápas                | muži řecko-římský ve střední váze                  |
| Stříbro | Karl Malmström                                                                                              | Skoky do vody        | muži věž 10 m                                      |
| Stříbro | Richard Johansson                                                                                           | Krasobruslení        | muži jednotlivci                                   |
| Stříbro | Carl Hellström Edmund Thormählen Erik Wallerius Eric Sandberg Harald Wallin                                 | Jachting             | muži třída 8 metrů class                           |
| Stříbro | Per-Olof Arvidsson Janne Gustafsson Axel Jansson Gustaf Adolf Jonsson Claës Rundberg Gustav-Adolf Sjöberg   | Sportovní střelba    | družstvo mužů volná puška                          |
| Stříbro | Eric Carlberg Vilhelm Carlberg Johan Hübner von Holst Franz-Albert Schartau                                 | Sportovní střelba    | družstvo mužů malorážka                            |
| Bronz   | Robert Andersson Erik Bergvall Pontus Hanson Harald Julin Torsten Kumfeldt Axel Runström Gunnar Wennerström | Vodní polo           | družstvo mužů                                      |
| Bronz   | Märtha Adlerstråhleová                                                                                      | Tenis                | Ženská dvouhra v hale                              |
| Bronz   | Wollmar Boström Gunnar Setterwall                                                                           | Tenis                | Mužská čtyřhra v hale                              |
| Bronz   | Harald Julin                                                                                                | Plavání              | muži 100 metrů volný styl                          |
| Bronz   | Pontus Hanson                                                                                               | Plavání              | muži 200 metrů prsa                                |
| Bronz   | Arvid Spångberg                                                                                             | Skoky do vody        | muži věž 10 m                                      |
| Bronz   | Per Thorén                                                                                                  | Krasobruslení        | muži jednotlivci                                   |
| Bronz   | Oscar Swahn                                                                                                 | Sportovní střelba    | Muži běžící terč na 2 výstřely – závod jednotlivců |
| Bronz   | Otto Nilsson                                                                                                | Atletika             | Muži hod oštěpem                                   |
| Bronz   | Bruno Söderström                                                                                            | Atletika             | Muži skok o tyči                                   |
| Bronz   | John Svanberg                                                                                               | Atletika             | Muži běh na 5 mile                                 |